# Eressa quinquecincta
Eressa quinquecincta là một loài bướm đêm thuộc phân họ Arctiinae, họ Erebidae.